# Pteroptrix luzonica
Pteroptrix luzonica är en stekelart som först beskrevs av Malenotti 1918.  Pteroptrix luzonica ingår i släktet Pteroptrix och familjen växtlussteklar. Inga underarter finns listade i Catalogue of Life.